# 舊國會大廈 (斯德哥爾摩)
舊國會大廈（瑞典語：Gamla riksdagshuset）是瑞典國會以前的辦公場所。這座建築位於斯德哥爾摩市中心的騎士島上。1866年至1905年，這裡曾是瑞典國會的辦公地點。現在這座建築是瑞典上訴法院的辦公地點。

## 外部連結
59°19′26.29″N 18°3′54.38″E / 59.3239694°N 18.0651056°E